# カシャッと一句!フォト575
カシャッと一句!フォト575（カシャッといっく フォトごしちご) は、NHK BSプレミアム（2010年度までNHK衛星第2テレビジョン）とNHKワールド・プレミアムで2009年3月30日から2012年1月27日まで不定期放送された教養番組である。

## 概要
「フォト575」とは、写真と575（俳句または川柳）をコラボレーションした新感覚アートである。番組では、数ある投稿作品の中から、出演者が優秀作品を独自の切り口で解釈し、最後に審査員である板見浩史が「殿堂入り作品」を決定する。

## 出演者

### 司会
- 伊集院光[1]

### 審査員
- 板見浩史
- 中島信也
- 星野高士
- やくみつる

### 語り
- 山本圭子